# X 윈도 매니저

X11 프로토콜 기반 윈도 시스템은 디스플레이 서버와 창 관리자를 독립된 구성 요소로서 유지시킨다.

X 윈도 매니저(X window manager)는 유닉스 계열 시스템에 주로 사용되는 윈도잉 시스템인 X 윈도 시스템의 최상위에서 실행되는 창 관리자이다. macOS 클래식과는 달리 macOS와 마이크로소프트 윈도우 플랫폼(마이크로소프트 윈도우의 explorer.exe 셸 치환은 제외)의 경우 역사적으로 벤더가 통제하는 화면 표시 방식을 사용하였으나 X 윈도 시스템의 창 관리는 그래픽 디스플레이를 제공하는 소프트웨어와는 독립적으로 동작하도록 만들어준다. 사용자는 다양한 서드파티 창 관리자 중 하나를 선택할 수 있다.

## 같이 보기
- 윈도 시스템
- 웨이랜드 (디스플레이 서버 프로토콜)